# Rio Anieșul Mic
O Rio Anieşul Mic é um rio da Romênia afluente do rio Anieş, localizado no distrito de Bistriţa-Năsăud.